# Confraternita del Gonfalone di Marino
La Venerabile Arciconfraternita del Gonfalone di Marino (in lingua latina Venerabilis Archiconfraternita Vexilliferororum Mareni) è stata una confraternita cattolica con sede presso la basilica di San Barnaba a Marino, in provincia di Roma, nell'area dei Castelli Romani.

## Storia
San Bonaventura da Bagnoregio, teologo e dottore della Chiesa, tra il 1273 ed il 1274 fu cardinale vescovo della sede suburbicaria di Albano: durante una sua visita a Marino, si recò in preghiera presso il santuario di Santa Maria dell'Acquasanta. La leggenda, narrata da Carlo Bartolomeo Piazza ne La gerarchia cardinalizia, è la seguente:
(Carlo Bartolomeo Piazza, La gerarchia cardinalizia, Roma 1703.)
La Confraternita ebbe inizialmente per sede la chiesa di Santa Maria delle Grazie, situata fuori dalla cerchia muraria nell'attuale quartiere Borgo Garibaldi. Nel 1580 tuttavia i confrati cedettero la chiesa ai padri Agostiniani, che vi si installarono fino al 1954. Con ogni probabilità, i confrati fondarono in seguito un nuovo oratorio come propria sede presso l'antica parrocchiale di Santa Lucia, oggi adattata a Museo Civico Umberto Mastroianni; infine, dopo la costruzione della basilica di San Barnaba (1640-1662) nel 1698 i confrati incaricarono l'architetto Girolamo Fontana di costruire l'Oratorio del Gonfalone, che rimase la sede definitiva della Confraternita. In aggiunta alla bolla di erezione canonica della Confraternita, papa Paolo V nel 1607 confermò l'istituzione della pia associazione con il grado di arciconfraternita, ovvero capo e madre di altre confraternite.
La Confraternita del Gonfalone di Marino ha sempre sostenuto la propria primazia sull'omonima confraternita di Roma: Lo storico ecclesiastico Gaetano Moroni individua i seguenti punti che potrebbero far supporre questa primizia:
(Gaetano Moroni, Dizionario di erudizione storico-ecclesiastica vol. XLIII p. 43.)
(Gaetano Moroni, Dizionario di erudizione storico-ecclesiastica, vol. XLIII p. 43.)
(Gaetano Moroni, Dizionario di erudizione storico-ecclesiastica, vol. XLIII p. 43.)
(Gaetano Moroni, Dizionario di erudizione storico-ecclesiastica, vol. XLIII p. 43.)
(Gaetano Moroni, Dizionario di erudizione storico-ecclesiastica, vol. XLIII p. 44.)
Ancora, riguardo alla primazia della Confraternita di Marino sull'omonima romana, si afferma che durante la processione al santuario della Madonna del Divino Amore tenutasi nel 1744 in occasione della traslazione dell'immagine della Madonna nell'attuale collocazione, la Confraternita di Marino tenne la precedenza su quella di Roma; lo stesso accadde durante le processioni per il giubileo del 1825. Il 29 giugno 1839 infine alcuni confrati romani vennero a Marino e celebrarono una funzione assieme ai confrati marinesi, vestendo i loro stessi abiti e riconoscendo così la primazia dei marinesi.
Il cardinale Mario Mattei, protettore della città di Marino sotto il pontificato di papa Gregorio XVI, fu anche protettore della Confraternita del Gonfalone.

## Caratteristiche
La Confraternita del Gonfalone venne istituita come associazione di pii individui che dovevano operare del bene alla comunità: così rientrava nelle sue competenze l'assistenza ai moribondi, la gestione delle strutture sanitarie -in seguito a Marino devoluta alla Confraternita della Carità-, opera di apostolato e di predicazione.
In un documento redatto dal governo repubblicano del 24 ottobre 1799 si asserisce che la Confraternita era divenuta molto ricca, e già dal Cinquecento i suoi beni furono devoluti nella fondazione di un convento di padri Agostiniani -presso la chiesa di Santa Maria delle Grazie- e di diverse confraternite filiali, come la Confraternita del Santissimo Sacramento, quella del Crocifisso o della Buona Morte e quella delle Anime del Purgatorio.
Tutti i documenti della Confraternita erano redatti in lingua latina: in particolare, all'inizio e alla fine erano contenute due formule fisse:
(Gaetano Moroni, Dizionario di erudizione storico-ecclesiastica, vol. XLIII p. 44.)
(Gaetano Moroni, Dizionario di erudizione storico-ecclesiastica, vol. XLIII p. 44.)